# Halkettbåt

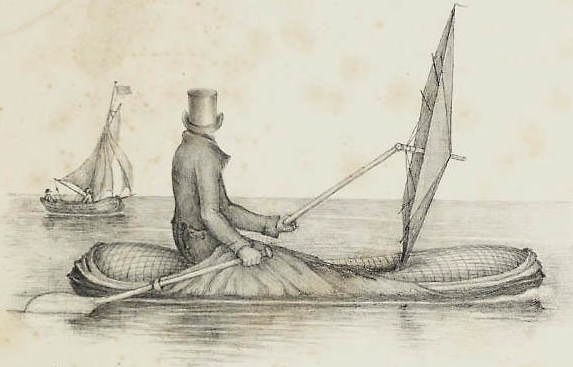
En Halkettbåt i användning.

Halkettbåt var en uppblåsbar lättviktsbåt som på 1840-talet konstruerades av löjtnanten Peter Halkett (1820–1885). Halkett hade länge varit intresserad av svårigheterna med att färdas i kanadensiska arktis, och de problem som var förenade med att bygga en båt som var lätt nog att bära i otillgänglig terräng, men robust nog att användas under extrema väderförhållanden.

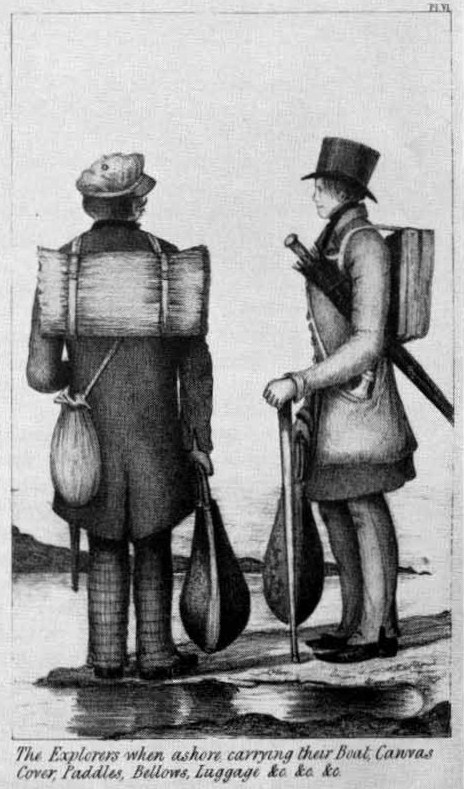
En tvåmansbåt nedstuvad.

Halketts första konstruktion var en ihopfällbar och uppblåsbar båt gjord av gummiimpregnerad väv. När den fälldes ihop kunde skrovet användas som rock, årorna som promenadkäpp och seglet som paraply. Konstruktionen följdes av en farkost för två personer, liten nog att få plats i en ryggsäck, och vars skrov kunde tjäna som vattentät presenning.
Även om Halketts konstruktion hyllades brett av kanadensiska upptäcktsresande, hade den en begränsad marknad, och han lyckades inte övertyga Royal Navy om att båten hade något syfte inom marinen. Ansträngningar med att marknadsföra båtarna som lämpliga för fiske och andjakt blev resultatlösa, och de misslyckades kommersiellt.
Endast två kända båtar av Halketts konstruktion finns bevarade. Den ena användes 1853 av John Rae, en upptäcktsresanden från Orkneyöarna. John Raes båt bortskänktes, men återfanns långt senare, och finns nu i museet i Stromness på Orkneyöarna. Den andra finns på Manitoba Museum i Winnipeg och ingår i samlingarna från Hudson Bay-kompaniet.

## Peter Halkett
Peter Halkett var löjtnant i Royal Navy på 1840-talet. Peter Halkett var son till John Halkett, en direktör vid Hudson Bay-kompaniet som under många år hade bott i Kanada innan han återvände till England. Peter Halkett hade länge närt ett intresse för utforskningen av de kanadensiska arktiska öarna. Särskilt intresse visade han för John Franklins expedition Coppermineexpeditionen 1819–1822 som mer eller mindre slutade i katastrof.

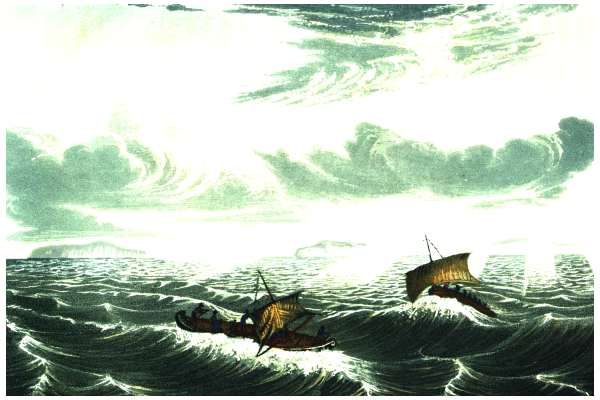
John Franklins kanoter som gick under i en storm inspirerade Halkett att söka mer robusta och bärbara alternativ till de traditionella träbåtarna

Franklins utforskning av Kanadas nordkust under tre år, i sökandet efter Nordvästpassagen, hade slutat i katastrof med anklagelser om mord och kannibalism, med elva av de 20 deltagarna dödade och de överlevande tvingade att äta lavar, sina egna stövlar, och kadaverrester som lämnats av vargarna. Gruppen hade strandsatts på fel sida av Copperminefloden efter att deras båtar hade förstörts i en storm. John Richardson hade försökt simma över till säkerheten och led av allvarlig hypotermi. En medlem i gruppen hade ensam tillverkat en liten kanot av kanvas och pil, och överlevarna hade tvingats ta sig över floden en åt gången med hjälp av kanoten.
Halkett var amatöruppfinnare, och under sin lediga tid när han tjänstgjorde för marinen arbetade han på att lösa problemet hur man skulle konstruera en båt som skulle vara liten och lätt nog för att lätt kunna ha den med sig till fots genom vildmarken, men robust nog att forsla människor över vida vattendrag. Hans lösning blev att konstruera en båt där alla de ingående komponenterna kunde göra dubbel tjänst som kläder, eller utrustning, som Halkett förmodade att användaren ändå skulle bära med sig.